# Slepa dolina
Slepa dolina je globoka in ozka dolina z ravnim dnom in nenadnim koncem. Takšne zaprte doline lahko nastanejo na apnenčasti ali kraški podlagi, kjer plast vodo-prepustne kamnine leži nad vodo-neprepustno podlago, kot je lapor. Voda, ki teče po takšni dolini, odteka skozi ponor ali vrtačo.
Slepe doline so na spodnjih koncih običajno suhe. Če ponor ne more zadržati padavinskih voda med deževnim obdobjem, se lahko ta občasni tok nadaljuje skozi dolino onkraj ponora. Takšno reliefno obliko imenujemo polslepa dolina.

## Nastanek
Ustvarja jih rečni tok, ki teče znotraj vodo-prepustne kamnine in jo razjeda od znotraj, dokler se skala nad tokom ne zruši vanj in s tem ustvari ozko in strmo dolino, ki jo nato vodotok še dodatno erodira, ko ta teče po vrhu. Vodotok ponavadi izvira na vrhu doline v obliki potoka. Pomembne primere je mogoče najti v Juri v Franciji, na primer Reculée de Baume.